# Wulfila albens
Wulfila albens là một loài nhện trong họ Anyphaenidae.
Loài này thuộc chi Wulfila. Wulfila albens được Nicholas Marcellus Hentz miêu tả năm 1847.